# Egerbakta
Egerbakta è un comune dell'Ungheria di 1.539 abitanti (dati 2001). È situato nella contea di Heves.